# Szlak Wisły – 941,3 km

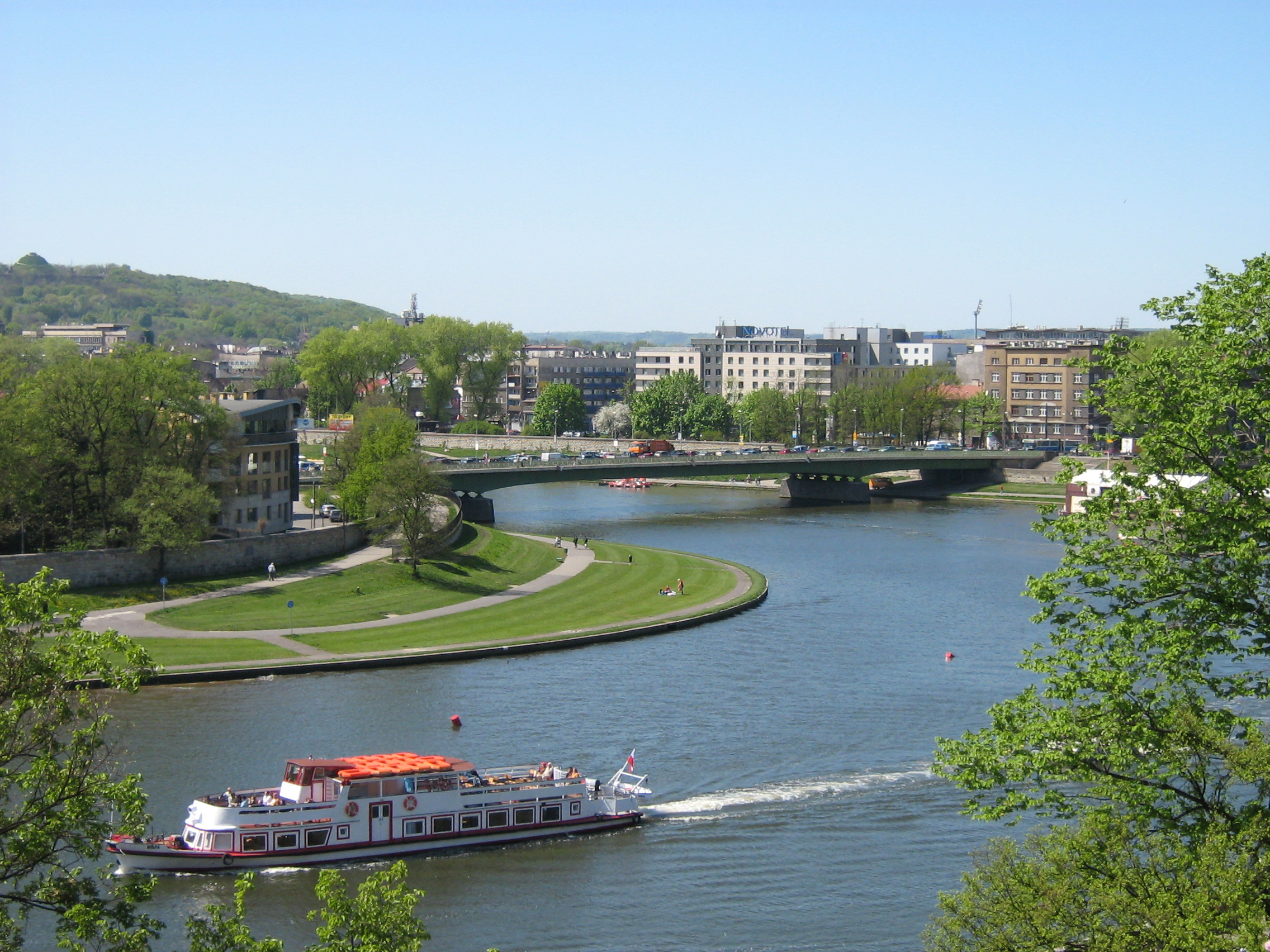
Wisła w Krakowie (Most Dębnicki)

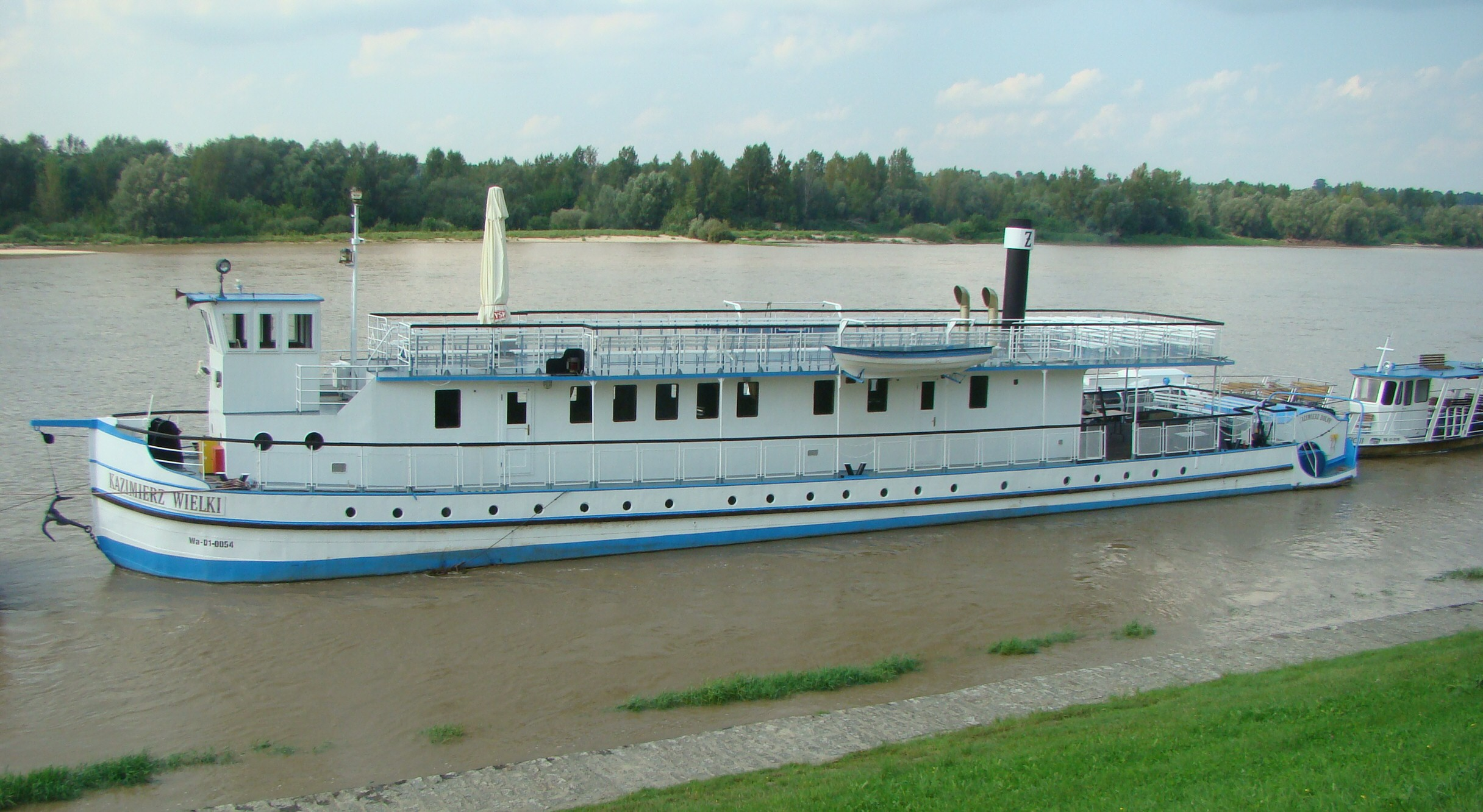
Statek Kazimierz Wielki w Kazimierzu Dolnym

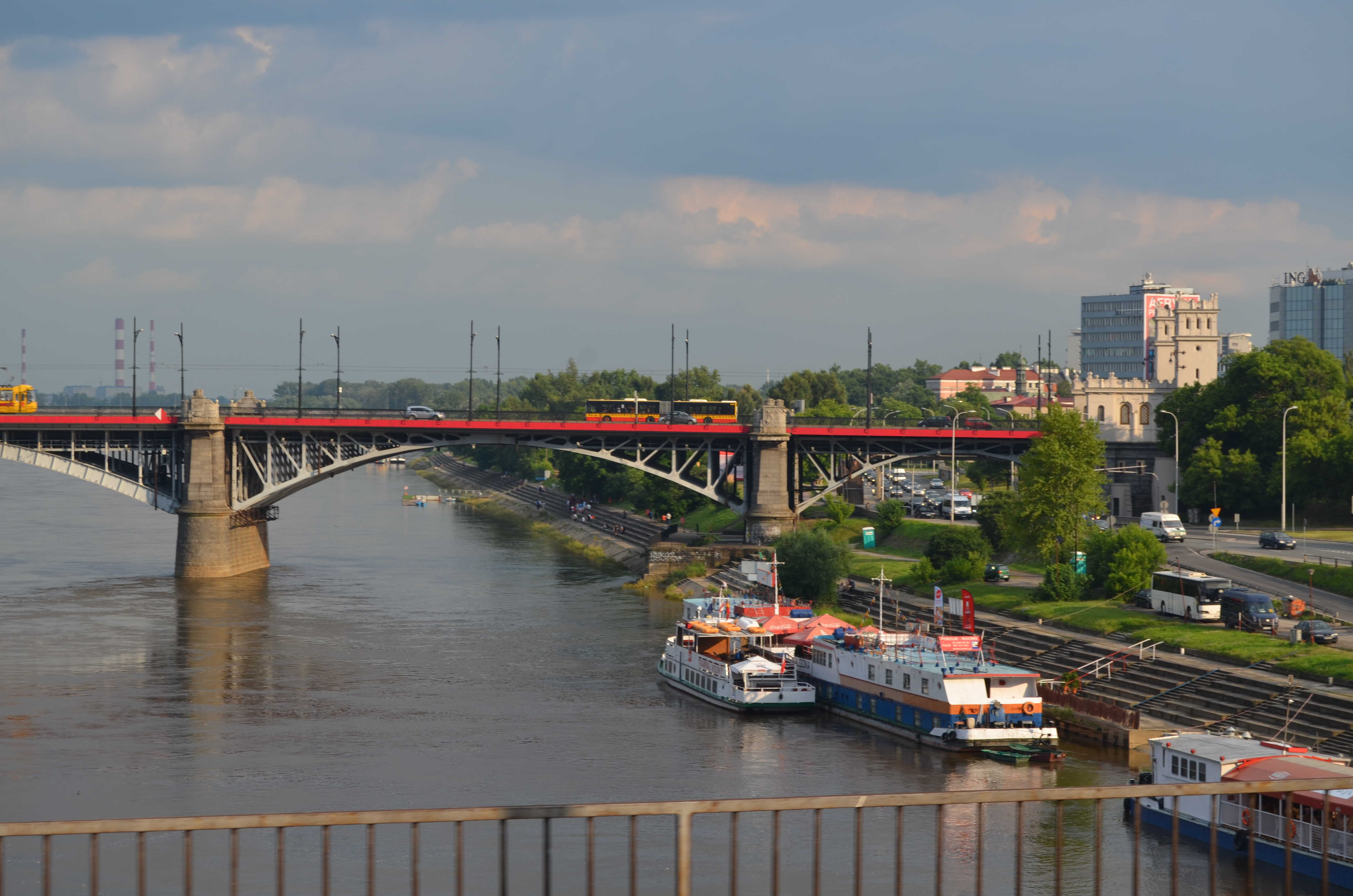
Statki na Wiśle w Warszawie

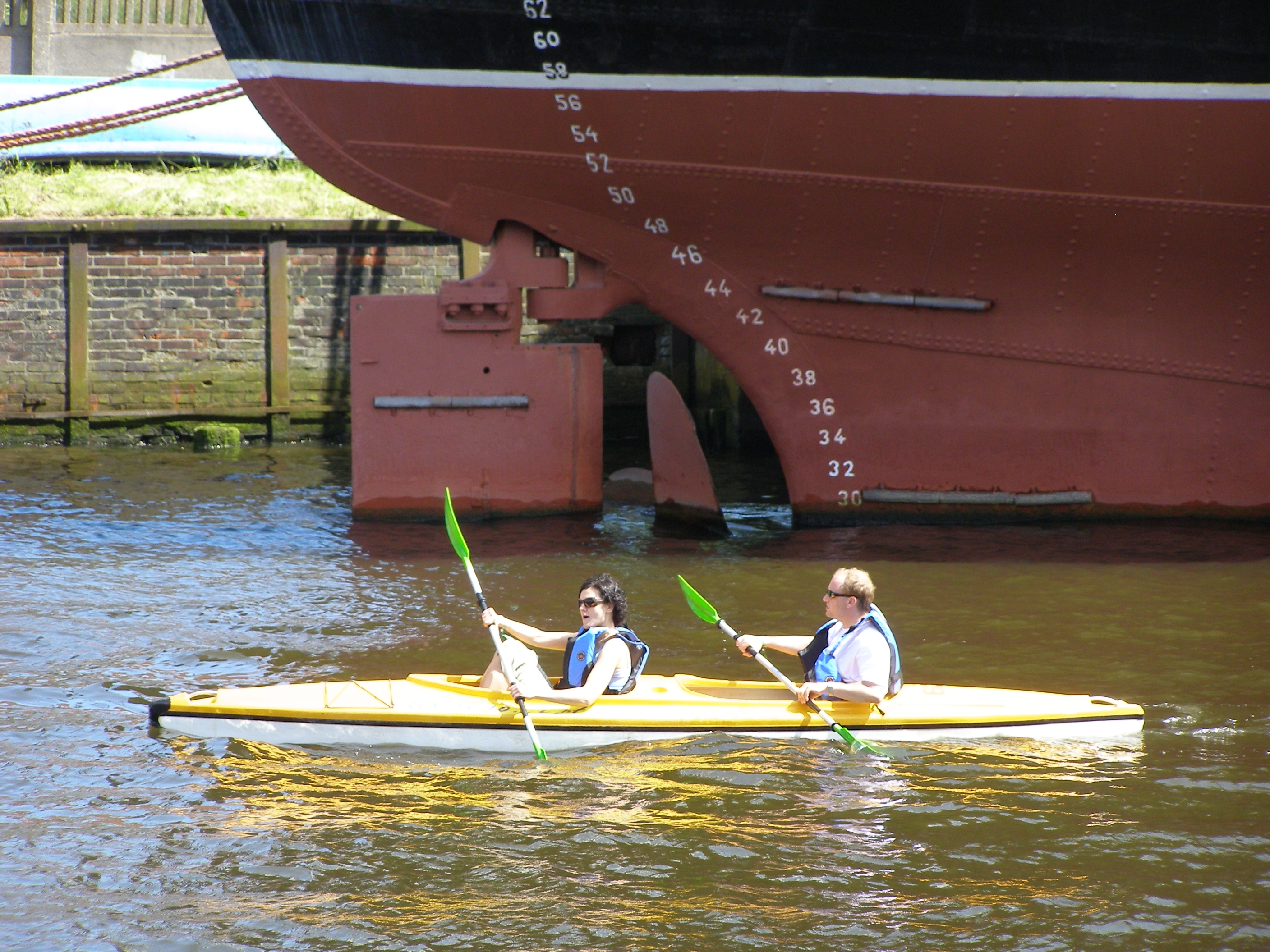
Gdańsk (kajakarze przy Sołdku)

Szlak Wisły – 941,3 km – odznaka turystyczno-krajoznawcza przyznawana przez Komisję Turystyki Żeglarskiej Zarządu Głównego Polskiego Towarzystwa Turystyczno-Krajoznawczego na podstawie przedstawionej przez wnioskującego kroniki-dzienniczka.

## Cele
Odznaka została ustanowiona przez prezydium Zarządu Głównego PTTK uchwałą nr 408/XVI/2009 z dnia 30 maja 2009 i przyjęta do rozpowszechniania przez Centrum Turystyki Wodnej PTTK. Celem odznaki jest popularyzowanie walorów turystyczno-krajoznawczych szlaku rzeki Wisły i jej wpływu na rozwój gospodarczy miast leżących nad brzegami, poznawanie pomników przyrody oraz obiektów kultury materialnej na szlaku, promowanie turystyki wodnej (wioślarstwa, kajakarstwa, motorowodniactwa i żeglarstwa), a także popularyzowanie inicjatyw wzbogacających ofertę turystyczną oraz infrastrukturę nadbrzeżną (mariny, przystanie, pomosty) na całym szlaku rzeki Wisły.

## Stopnie
Odznaka ma dwa stopnie przyznawane niezależnie od siebie oraz stopień trzeci, szczególny:
- złota (przyznawana turystom, którzy na jachcie żaglowym, motorowym, kajaku, tratwie, łodzi wiosłowej, albo innym sprzęcie pływającym przepłynęli szlak Wisły w czasie jednej imprezy w danym roku),
- srebrna (przyznawana turystom, którzy dokonali powyższego wyczynu w odcinkach rozłożonych na kilka sezonów turystycznych),
- honorowa (przyznawana dla osób fizycznych i prawnych, organizacji pozarządowych, podmiotów samorządowych oraz związków gmin, które w swoim działaniu popularyzują walory krajoznawcze oraz wykorzystanie jezior oraz rzek i przyczyniają się do ich turystycznego zagospodarowania)[1].

Złotą i srebrną odznakę zdobywa uczestnik rejsu po przedstawieniu kroniki (dzienniczka) udokumentowanej zdjęciami i pieczątkami miejscowymi (np. zwiedzanych obiektów), według wykazu załączonego do regulaminu odznaki. W przypadku rejsu zorganizowanego komandor rejsu potwierdza przebytą trasę. Przykładowe zestawienie miejsc zawarte w regulaminie:

- śluza Dwory
- śluza Smolice
- śluza Borek Szlachecki
- Tyniec
- Stopień Wodny Kościuszko
- Kraków
- Stopień Wodny Dąbie
- Stopień Wodny Przewóz
- Nowe Brzesko lub Nowy Korczyn
- Baranów Sandomierski
- Sandomierz
- Kazimierz Dolny
- Puławy
- Dęblin
- Wilczkowice Górne
- Góra Kalwaria
- Warszawa
- Modlin
- Czerwińsk lub Wyszogród
- Płock
- Jezioro Włocławskie
- marina Zarzeczewo we Włocławku
- Włocławek
- Nieszawa
- Toruń
- Solec Kujawski
- śluza Czersko Polskie
- Chełmno
- Grudziądz
- Korzeniewo
- śluza Biała Góra
- Tczew (Muzeum Wisły)
- Głowa Gdańska
- śluza w Przegalinie
- Świbno (prom)
- Gdańsk[1]